# Eugenia farameoides
Eugenia farameoides es una especie de planta perteneciente a la familia de las mirtáceas. 

## Descripción
Son árboles o arbustos pequeños, que alcanzan un tamaño de 2.5–10 m de alto; ramitas glabrescentes o cortamente pubescentes. Hojas elípticas u ovado-elípticas, (3.5–) 5–10.6 cm de largo y 2–4.5 (–5.5) cm de ancho, ápice cortamente acuminado o agudo, base aguda o redondeada, glabras, amarillo-verdosas. Racimos cortos, 1–1.5 cm de largo, flores 8–12, pedicelos 2.5–7 mm de largo, cortamente pubescentes, bractéolas unidas formando una especie de involucro cupuliforme, cortamente pubescentes; hipanto cupuliforme, casi totalmente cubierto por el involucro formado por las bractéolas, cortamente pubescente; lobos del cáliz redondeados, 1–1.5 mm de largo. Frutos oblongos o globosos, 5–10 mm de diámetro.

## Distribución y hábito
Es una especie escasa, en bosques de galería, bosques costeros y anegados y sabanas de pinos, en la zona atlántica; a una altitud de 25–100 metros desde el sur de México a Nicaragua, también en Cuba.

## Taxonomía
Eugenia farameoides fue descrita por Achille Richard y publicado en Historia Física Política y Natural de la Isla de Cuba, Botánica 10: 281. 1845.
Etimología
Eugenia: nombre genérico otorgado en honor del  Príncipe Eugenio de Saboya.
farameoides: epíteto
Sinonimia
- Eugenia ceibensis Standl.
- Eugenia flavifolia Standl.[3]